# دوایت تیلور (نویسنده)
دوایت بیکسبی تیلور (انگلیسی: Dwight Bixby Taylor؛ ۱ ژانویهٔ ۱۹۰۲ – ۳۱ دسامبر ۱۹۸۶) یک نمایش‌نامه‌نویس، فیلم‌نامه‌نویس، روزنامه‌نگار و رمان‌نویس اهل ایالات متحده آمریکا بود.
تیلور در Motion Picture & Television Country House and Hospital درگذشت

## فیلم‌شناسی
- کلاه سیلندری
- طلاق گی